# Fond du Lac
Fond du Lac é uma cidade localizada no estado norte-americano de Wisconsin, no Condado de Fond du Lac.

## Demografia
Segundo o censo norte-americano de 2010, a sua população era de 43021 habitantes.

## Geografia
De acordo com o United States Census Bureau tem uma área de
47,1 km², dos quais 43,7 km² cobertos por terra e 3,4 km² cobertos por água. Fond du Lac localiza-se a aproximadamente 232 m acima do nível do mar.

## Localidades na vizinhança
O diagrama seguinte representa as localidades num raio de 20 km ao redor de Fond du Lac.